# جورج غوردون كروفورد
جورج غوردون كروفورد (بالإنجليزية: George Gordon Crawford)‏ هو صناعي ومصمم أمريكي، ولد في 24 أغسطس 1869 في ماديسون في الولايات المتحدة، وتوفي في 20 مارس 1936 في فيرفيلد في الولايات المتحدة.